# Terra hyccara
Terra hyccara är en fjärilsart som beskrevs av William Chapman Hewitson 1868. Terra hyccara ingår i släktet Terra och familjen juvelvingar. Inga underarter finns listade i Catalogue of Life.